# Якоб Хайнрих фон Флеминг
Якоб Хайнрих фон Флеминг (на немски: Jacob Heinrich Reichsgraf von Flemming; * 3 март 1667 в Хоф, Долна Померания, Полша; † 30 април 1728 във Виена) е имперски граф от род Флеминг, влиятелен министър (1705 – 1728) на саксонския курфюрст Август II Силни и негов шеф на войската, фелдмаршал на Саксония (1712) и дипломат. Почти двадесет години той влияе на политиката на Саксония и Полша.
Той е син на бранденбургския таен съветник Георг Каспар фон Флеминг (1630 – 1703) и съпругата му Агнес Хелена фон Флеминг (1646 – 1696). Баща му е брат на фелдмаршал Хайно Хайнрих фон Флеминг (1632 – 1706), двамата заедно са издигнати на имперски граф през 1700 г.
Брат е на имперските графове бранденбургския камерхер Йоахим Фридрих фон Флеминг (1665 – 1740) и генерал-лейтенант Богислав Бодо фон Флеминг (1671 – 1732).
Якоб Хайнрих фон Флеминг следва право (1688) във Франкфурт/Одер, Утрехт и Лайден, пътува в Англия и започва служба в Бранденбург. Той говори немски, френски, английски и полски и има в Полша влиятелни роднини. Курфюрст Йохан Георг IV Саксонски го издига на полковник и генерал-адютант. Курфюрст Август II, който желае да стане полски крал, го изпраща 1697 г. като дипломат във Варшава. През 1698 г. вече крал Август II го повишава на генерал-майор на войската на курфюрство Саксония, таен военен съветник и генерал-постмайстер на Саксония (последният пост той продава за 150 000 талер). През 1699 г. той е повишен на генерал-лейтенант и гросщал-майстер на Литва. През 1700 г. той участва в Северната война. През 1705 г. курфюрстът го прави генерал на кавалерията и военен министър. През 1712 г. Флеминг е повишен на генерал-фелдмаршал и шеф на войската.
Якоб Хайнрих фон Флеминг умира на 30 април 1728 г. по време на дипломатическо пътуване във Виена. Той е погребан в гробницата на „църквата Мария“ в купения от него през 1724 г. чифлик Пуцкау при Бауцен.

## Фамилия
Якоб Хайнрих фон Флеминг се жени за Франциска Изабела Сапеги (* ок. 1679), те се развеждат. Той се жени втори път 1725 г. за принцеса Текла Ружа Радзивил (* 5 септември 1703; † 25 ноември 1747). Те имат децата:
- Анна Флеминг (* ок. 1708/1750)
- Якуб Карол Флеминг (* 1708/1750)
- два сина (умират млади)